# Embelia myrtillus
Embelia myrtillus är en viveväxtart som beskrevs av Wilhelm Sulpiz Kurz. Embelia myrtillus ingår i släktet Embelia och familjen viveväxter. Inga underarter finns listade i Catalogue of Life.